# Jonas Persson (Radsportler)
Jonas Ragnvard Persson (* 24. Mai 1913 in Uppsala; † 7. Mai 1986 in Farsta) war ein schwedischer Radrennfahrer.

## Sportliche Laufbahn
Persson war im Bahnradsport und im Straßenradsport aktiv. Er war Teilnehmer der Olympischen Sommerspiele 1936 in Berlin. Er war der einzige Starter Schwedens im Bahnradsport. Im 1000-Meter-Zeitfahren belegte er den 17. Platz.
In der Mälaren Runt, dem ältesten und längsten schwedischen Eintagesrennen, wurde er 1935 Dritter.